# High Schools
Pour plus de détails, voir Fiche technique et Distribution.
High Schools est un film américain réalisé par Charles Guggenheim, sorti en 1983.

## Synopsis
La vie d'étudiants dans différentes high schools américaines.

## Fiche technique
- Titre : High Schools
- Réalisation : Charles Guggenheim
- Scénario : d'après le livre High School d'Ernest L. Boyer
- Narration : Gordon Pinsent
- Photographie : Wayne Ewing
- Montage : Jay Cassidy
- Production : Charles Guggenheim et Nancy Sloss
- Société de production : Guggenheim Productions
- Pays de production :  États-Unis
- Genre : Documentaire
- Durée : 59 minutes
- Date de sortie : 
  - États-Unis : 1983

## Distinctions
Le film a été nommé à l'Oscar du meilleur film documentaire.